# Béthencourt-sur-Somme
Béthencourt-sur-Somme là một xã ở tỉnh Somme, vùng Hauts-de-France, Pháp.
Thị trấn này tọa lạc trên giao lộ giữa đường D15 và đường D62, hai bên bờ sông Somme, khoảng 16 dặm Anh về phía tây của Saint-Quentin.

## Dân số
| 1962                                                           | 1968 | 1975 | 1982 | 1990 | 1999 |
| -------------------------------------------------------------- | ---- | ---- | ---- | ---- | ---- |
| 107                                                            | 132  | 118  | 117  | 122  | 110  |
| Số liệu điều tra dân số từ năm 1962, dân số không tính hai lần |      |      |      |      |      |